# José Carlos Schiavinato
José Carlos Schiavinato (Iguaraçu, 12 de setembro de 1954 — Brasília, 13 de abril de 2021) foi um engenheiro e político brasileiro.
Foi prefeito por dois mandatos do município de Toledo, no Paraná. Foi também deputado estadual no período de 2015 a 2018 e deputado federal pelo Partido Progressistas de 2019 a 2021, morrendo no exercício do mandato.

## Biografia
Formado pela Universidade Estadual de Maringá (UEM) em Engenharia Civil, no final da década de 1970 estabeleceu-se na cidade de Toledo, no Paraná. 
Nas Eleições municipais no Brasil em 2004, elegeu-se prefeito, sendo reeleito em 2008. Nas Eleições gerais no Brasil em 2014, elegeu-se deputado estadual com 61.507 votos, e nas Eleições gerais no Brasil em 2018, alcançou uma cadeira na Câmara dos Deputados do Brasil ao receber 75.540 votos.
Em sua vida pública, há contribuições relevantes com instituições como: a "Fundação para o Desenvolvimento Científico e Tecnológico de Toledo" (Funtec), o Conselho Regional de Engenharia e Arquitetura do Paraná (CREA/PR) e na Frente Nacional de Prefeitos.

## Morte
Morreu em 13 de abril de 2021, vítima da COVID-19, depois de 10 dias de internação em hospital de Brasília, ficando três dias na UTI. Schiavinato foi o primeiro deputado federal em exercício a perder a vida para a doença. Seu corpo foi transferido para Toledo, no estado do Paraná, onde foi prefeito por dois mandatos. Ele já havia perdido sua esposa, Marlene Schiavinato, no dia 12 de março, também para a COVID-19.